# Mani Bella
Mani Bella, de son nom complet Véronique Mani Bella, née le 28 octobre à Yaoundé, est une chanteuse camerounaise de bikutsi, originaire de la région du Centre. Son premier album Pousse la vie, sorti en 2010, la fait découvrir sur la scène musicale camerounaise et le titre Pala Pala sorti en 2014  lui permet de s'imposer sur la scène musicale nationale et internationale. 

## Biographie

### Origines et Formations
Mani Bella est née à Yaoundé en octobre 1987 dans une famille de musiciens. Son père Mani Léon dit Pilatus est bassiste et son grand père Apollinaire Owona plus connu sous le nom de Cherami  est saxophoniste. Elle grandit à Yaoundé, dans le quartier Nkoabang. Elle suit ses études secondaires au Lycée de Nkoabang jusqu'à l'obtention de son Baccalauréat espagnol. Après l'obtention de son baccalauréat, elle quitte le Cameroun pour l'Espagne, puis l'Italie. Elle revient au Cameroun en 2010, mais le quitte à nouveau quelque temps plus tard  pour s'installer en France.

### Vie privée
Mani Bella vit désormais à Paris avec sa famille. Mère de quatre enfants, trois garçons et une fille. Le dernier né Ethan  né en mai 2023, est célèbre à travers les réseaux sociaux avec des pages en son nom.

### Carrière musicale
Mani Bella se met à la musique très jeune. Au lycée, elle chante dans des kermesses et plus tard dans les cabarets. Elle écrit sa première chanson en 2003 à la mort de son père. La chanson intitulée Pilatus est un hommage à son père. En 2005, elle décide de se lancer pleinement dans la musique, encouragée par l'artiste Tonton Ebogo qui l'emmène en studio et la présente à l'arrangeur Bertrand Eba avec qui elle enregistre son premier album.
En avril 2010, Mani Bella sort son premier album intitulé Pousse la vie. L'album connait un énorme succès, porté par le titre Kongassa. Le succès de l'album lui permet d'être sacrée Meilleure artiste féminine de l'année au Festi Bikutsi, et Révélation féminine 2011 au Mvet d'or.
En 2014, Elle revient sur la scène avec un Maxi single de deux titres intitulé Face à face dans lequel se trouve le titre Pala Pala. La chanson connait un énorme succès et lui donne accès aux plus grandes scènes du Cameroun et d'Afrique, . Entre 2014 et 2015, Mani Bella donne plus de 172 concerts en Afrique, aux États-Unis et en Europe. Une première pour un artiste de bikutsi. Le clip Pala Pala atteint le million de vues sur Youtube en 2015. C'est alors la chanson camerounaise la plus regardée sur internet. Un record qui sera brisé en 2016 par le titre Coller la petite de Franko. La chanson est reprise par l'humoriste camerounais Fingon Tralala dans une parodie adressée  à l'équipe nationale de Football.
Le succès de la chanson Pala Pala permet à Mani Bella de remporter les prix de meilleure artiste au Kunde d'or au Burkina Faso, celui de meilleure artiste africaine au Afroca Music Awards à Brazzaville et d'être sélectionnée aux Kora Awards 2016.
En 2015, elle est sélectionnée pour exécuter l'hymne officiel de la Coupe d'Afrique des Nations à la cérémonie officielle en Guinée Équatoriale aux côtés de Singuila, Fally Ipupa et du groupe Toofan.
Le 21 janvier 2022, elle reçoit les félicitations de Bello Bouba, ministre d'État, ministre du Tourisme et des Loisirs pour son engagement dans la promotion de la destination Cameroun.

## Discographie

### Albums
- 2010 : Pousse la vie

### Singles
- 2010 : Kongossa
- 2014 : Pala Pala
- 2014 : Face à Face
- 2015 : Stop
- 2016 : Déranger en collaboration avec le rappeur Tenor
- 2017 : Many Money
- 2018 : Le Secret de MaMa featuring K-Tino
- 2020 : Bikut-Kass

## Prix et Récompenses
- 2011 : Artiste féminin de l'année au Festi Bikutsi
- 2011 : Révélation féminine de l'année au Mvet d'or
- 2015 : Chanson de l'année avec le titre Pala Pala
- 2015 : Meilleure artiste de l'Afrique centrale au Kunde d'or
- 2015 : Meilleure artiste féminine de l'Afrique au Afroca Awards